# Фурсово (Рязанская область)
Фу́рсово — деревня в Рыбновском районе Рязанской области. Входит в состав Батуринского сельского поселения.

## География
Деревня находится в западной части Рязанской области, на расстоянии примерно 7 км (по прямой) к северо-западу от железнодорожного вокзала в городе Рыбное, административном центре района.

### Часовой пояс
Деревня Фурсово, как и вся Рязанская область, находится в часовой зоне МСК (московское время). Смещение применяемого времени относительно UTC составляет +3:00.

## История
Впервые отмечена на карте 1797 года. На карте 1850 года показана как поселение с 22 дворами. В 1859 году в деревне Зеленинские выселки Рязанского уезда Рязанской губернии насчитывалось 19 дворов и проживало 363 человека, в 1897 году — 38 дворов и 236 человек.

## Население
| 2010 |
| ---- |
| 10   |

### Национальный состав
Согласно результатам переписи 2002 года, в национальной структуре населения русские составляли 100 % из 19 чел.